# Franco da Rocha
Franco da Rocha város Brazíliában, São Paulo államban. Lakosainak száma 145 755 fő (2015. július 1.). Franco da Rocha Francisco Morato, Atibaia, Caieiras, Cajamar, Mairiporã, Campo Limpo Paulista és Jundiaí községekkel határos.

## Népesség
A település népességének változása:
| Lakosok száma | 108 122 | 131 604 | 145 755 | 156 492 | 144 849 |
|               | 2000    | 2010    | 2015    | 2020    | 2022    |